# Погорелка (Вожегодский район)
Погорелка — деревня в Вожегодском районе Вологодской области.
Входит в состав Мишутинского сельского поселения, с точки зрения административно-территориального деления — в Мишутинский сельсовет.
Расстояние по автодороге до районного центра Вожеги — 63 км, до центра муниципального образования Мишутинской — 7 км. Ближайшие населённые пункты — Лукьяновская, Климовская, Горка.
По переписи 2002 года население — 8 человек.